# حيرام ويزلي إيفانز
حيرام ويزلي إيفانز (بالإنجليزية: Hiram Wesley Evans)‏ هو طبيب أسنان أمريكي، ولد في 26 سبتمبر 1881 في آشلاند في الولايات المتحدة، وتوفي في 14 سبتمبر 1966 في أتلانتا في الولايات المتحدة.

## وصلات خارجية
- حيرام ويزلي إيفانز على موقع إن إن دي بي (الإنجليزية)